# Baqa'a
El camp de refugiats de Baqa'a (àrab: مخيم البقعة, muẖayyam al-Baqʿa) és un campament de refugiats palestins situat 20 quilòmetres al nord de la capital jordana d'Amman i creat el 1968. És el major camp de refugiats de Jordània i compta amb uns 119.000 refugiats palestins registrats per l'Organització de les Nacions Unides.

## Història
Baqa'a va ser un dels sis «campaments d'emergència» establerts a Jordània el 1968 per allotjar els palestins que van fugir durant la Guerra dels Sis Dies, provinents de les localitats palestines d'Ajour, Beit Mahseer, Al-Jaftelek, Faloujeh, Beerxeba, Abbasiya, Jericó i Someil. Entre el juny del 1967 i el febrer del 1968, els refugiats van ser emplaçats en campaments provisionals a la Vall del Jordà, però l'increment d'operacions militars a la zona els va obligara traslladar-se de nou. En el moment del seu establiment, Baqa'a tenia 5.000 tendes de campanya per a uns 26.000 refugiats en una àrea d'aproximadament 1,4 quilòmetres quadrats, i les condicions de vida eren extremadament dures:
| « | Vivíem en una tenda on l'aigua corria sota els nostres peus. Havíem de buscar blocs de ciment i fusta per aixecar el terra. Solíem caminar per camins enfangats. Hi havia goteres a la tenda i no teníem banys privats. Hi havia instal·lacions públiques -un bany per a cada sector del campament- que eren usades tant per homes com per dones. El bany tenia un forat a terra. Això era tot. Per aconseguir aigua caminàvem dos o tres quilòmetres fins a una ubicació al centre del campament. Per a portar prou aigua ens havíem de llevar molt d'hora, cap a les 4 de la matinada, per a ser les primeres de la fila. Van ser anys miserables. No teníem espai ni privadesa. | » |

L'Agència de les Nacions Unides per als Refugiats de Palestina al Pròxim Orient (UNRWA) va reemplaçar les tendes per 8.048 refugis prefabricats entre 1969 i 1971. Amb els anys, la majoria dels residents han reemplaçat pel seu compte les tendes o refugis prefabricats per habitatges d'obra. La taxa de criminalitat a Baqa'a és alta i els refugiats del campament es queixen de la discriminació per part de les autoritats jordanes.
Al campament hi ha 16 escoles. L'UNRWA també gestiona una clínica general, que va ser reconstruïda i ampliada el 2016, i dues clíniques pediàtriques que conjuntament tracten al voltant de 1.200 pacients diaris i que donen feina a 12 doctors, 2 dentistes i 57 infermers. Dos programes educatius per a les dones imparteixen cursos de costura, perruqueria, informàtica, anglès, assessoria legal i artesania. A més, hi ha dos clubs esportius i 17 organitzacions benèfiques laborant al campament.
El campament acull un mercat conegut com Souq Al-Hal-lal, on els residents poden guanyar-se alguns diners venent peces d'artesania o menjar, encara que molts es guanyen la vida anant a treballar amb autobús a Amman, on fan feina com a netejadors o empleats de manteniment.